# Hervé de Caulaincourt
Hervé Anne Olivier Henri Adrien, marquis de Caulaincourt (23 mars 1819 à Paris - 9 février 1865 à Rome) est un homme politique français. Il est plusieurs fois député du Calvados.

## Biographie
Hervé de Caulaincourt est né à Paris le 23 mars 1819, fils d'Armand Augustin Louis de Caulaincourt, premier duc de Vicence  et d'Adrienne Hervée Louise de Carbonnel de Canisy. 
Il entre à l'école de Saint-Cyr en 1837. Il est affecté en 1839 au 4e régiment de chasseurs d'Afrique avec lequel il participe à plusieurs combats en Algérie. Il est grièvement blessé lors d'une bataille. Il rentre dans le Calvados et s'intéresse à la politique.
En 1849, il est élu comme représentant du département du Calvados à l'assemblée législative. En 1851, il devient aide de camp du général de Lawoestyne, commandant en chef de la garde nationale. Partisan du coup d'État du 2 décembre 1851, il est réélu député et siège dans la majorité impérialiste.
Il épouse à Paris le 29 mars 1853 Marie-Marguerite de Croix (Paris, 29 août 1832 - Paris, 30 décembre 1910), fille du marquis Ernest de Croix d'Heuchin. Cette union resta sans postérité.
Il meurt à Rome le 9 février 1865.

## Distinctions
- Commandeur de la Légion d'honneur (13 août 1861).

## Sources
- « Hervé de Caulaincourt », dans Adolphe Robert et Gaston Cougny, Dictionnaire des parlementaires français, Edgar Bourloton, 1889-1891 [détail de l’édition]
  - Joseph Valynseele, Les Princes et ducs du Premier Empire non maréchaux, leur famille et leur descendance, 1959, Paris, l'auteur, p. 42.